# Casomai (Fulminacci)
Casomai è un singolo del cantautore italiano Fulminacci, pubblicato il 2 maggio 2025.

## Descrizione
Il brano è scritto dallo stesso cantautore con Pietro Paroletti, in arte Golden Years, che ha anche curato la produzione.

## Promozione
Il brano è stato eseguito in anteprima dallo stesso cantautore il giorno precedente all'uscita nel corso della sua esibizione al Concerto del Primo Maggio, svoltosi in piazza San Giovanni in Laterano a Roma.

## Tracce
Testi di Filippo Uttinacci, musiche di Filippo Uttinacci e Pietro Paroletti.
1. Casomai – 3:05

## Formazione
- Fulminacci – voce
- Pietro "Golden Years" Paroletti – programmazione, produzione